# Calcaribracon diores
Calcaribracon diores är en stekelart som först beskrevs av Cameron 1901.  Calcaribracon diores ingår i släktet Calcaribracon och familjen bracksteklar. Inga underarter finns listade.